# Bindi

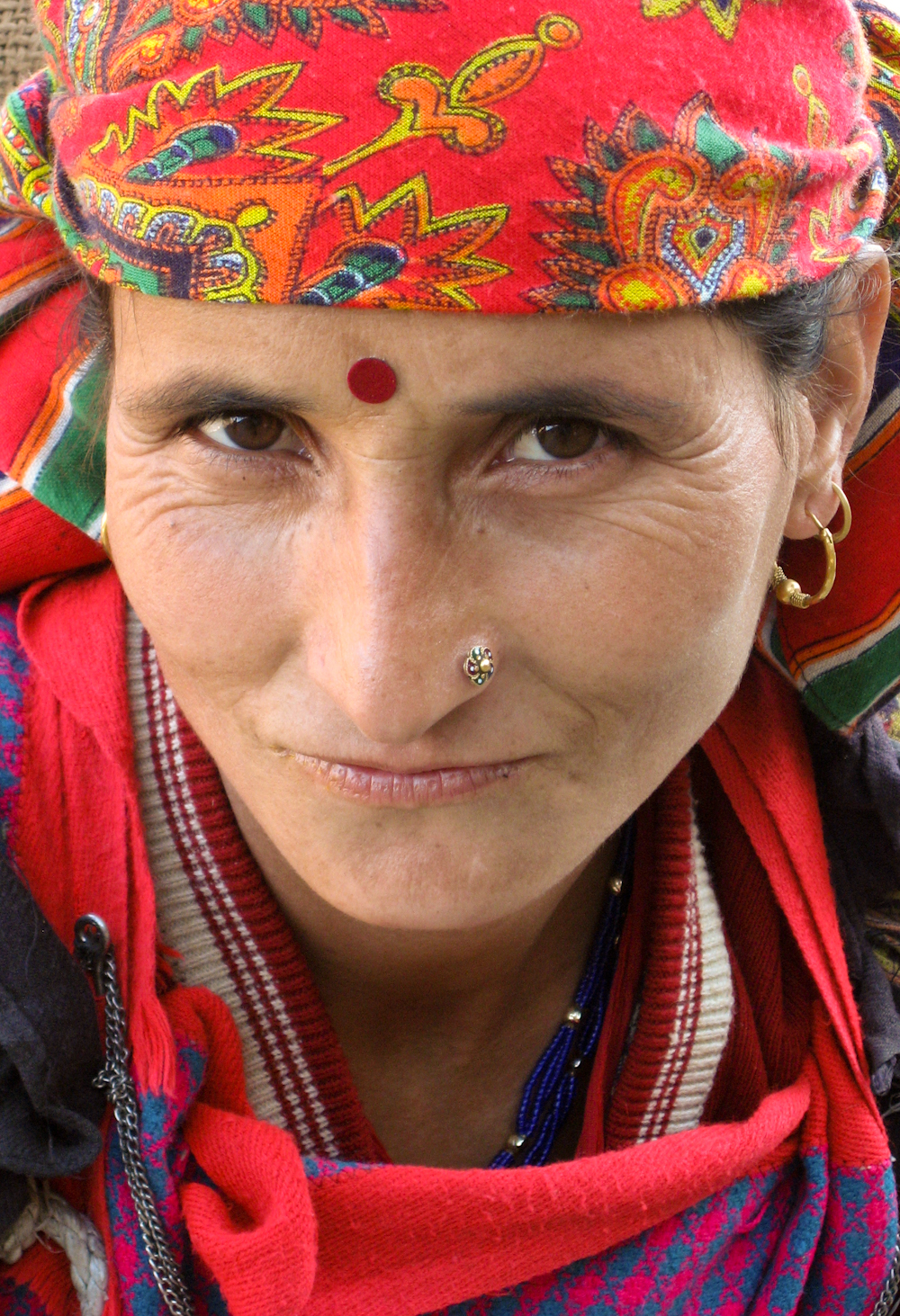
Dona hindú a Kullu amb un bindi

Un bindi (hindi: बिंदी, del sànscrit बिन्दु bindú, «punt» o «gota») és un pic de color, sovint de sindur, que porten al centre del front persones que professen l'hinduisme, el jainisme, el budisme o el sikhisme al subcontinent indi.

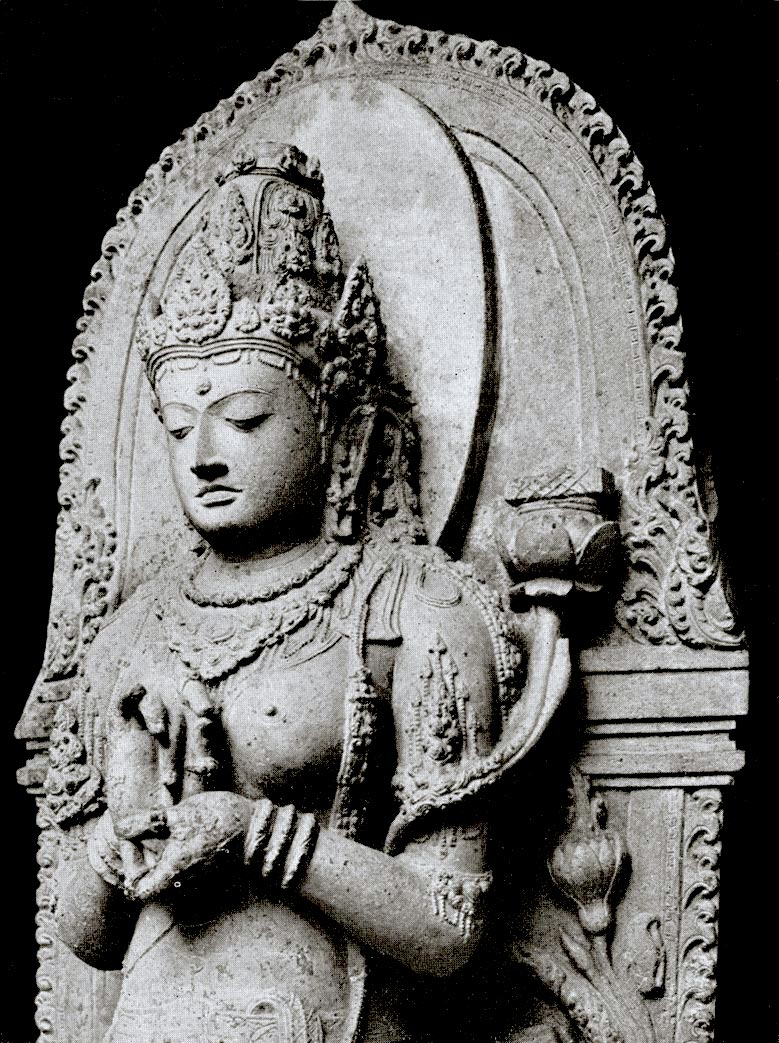
La deessa Tara representada amb Ājñā Bhrumadhya Bindu. Bhrumadhya és el punt al centre del front conegut com el tercer ull o centre de la consciència.

Un bindi és, generalment, un punt brillant d'algun color aplicat al centre del front prop de les celles o al mig del front que es fa servir especialment entre els hindús d'Índia, Pakistan, Bangladesh, Nepal, Bhutan i Sri Lanka que representa l'obertura del tercer ull. En l'hinduisme, el budisme i el jainisme, el bindi s'associa amb el txakra ājñā, i Bindu és el nom del txakra del tercer ull, el punt al voltant del qual es crea el mandala, que representa l'univers.

## Significació
Tradicionalment, es considera que l'àrea entre les celles, on es col·loca el bindi, és el sisè txakra, ājñā, el lloc de la «saviesa oculta», que reté l'energia i reforça la concentració. El Nāsadīya Sūkta («Himne de la Creació») del Rigveda, el primer text sànscrit conegut, esmenta la paraula Bindu.

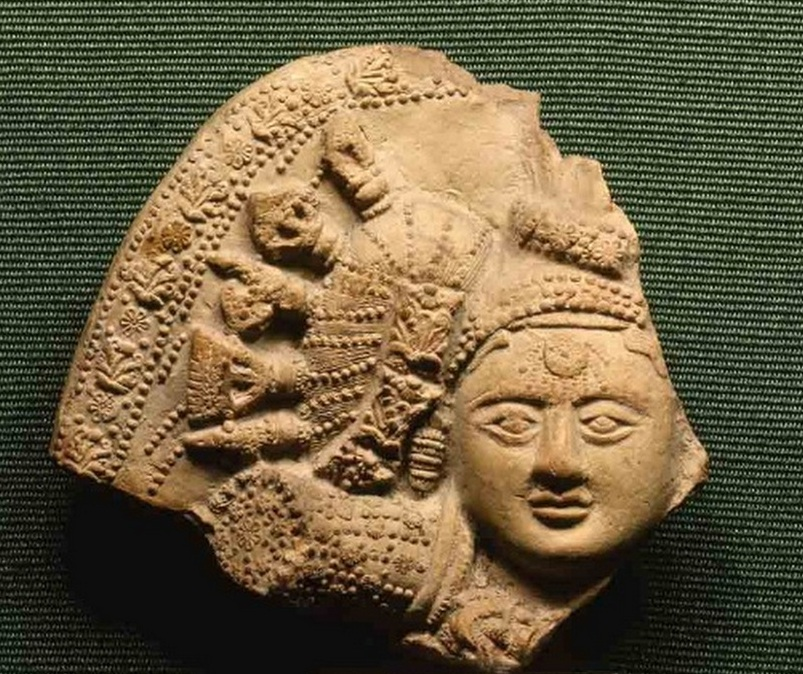
Figura femenina de terracota amb un bindi (200-250 aC)

Les dones de Bangladesh, independentment de la seva religió, s'adornen amb bindis (bengalí: টিপ) per a celebracions com Id al-Fitr i la festa del sacrifici. A la província pakistanesa de Sind, les dones musulmanes tradicionalment s'apliquen un punt negre o una surma («línia») d'alcofoll al front i la barbeta, i de vegades també tres punts o línies al voltant dels ulls, tant per a l'embelliment, per tradició i com a amulet.

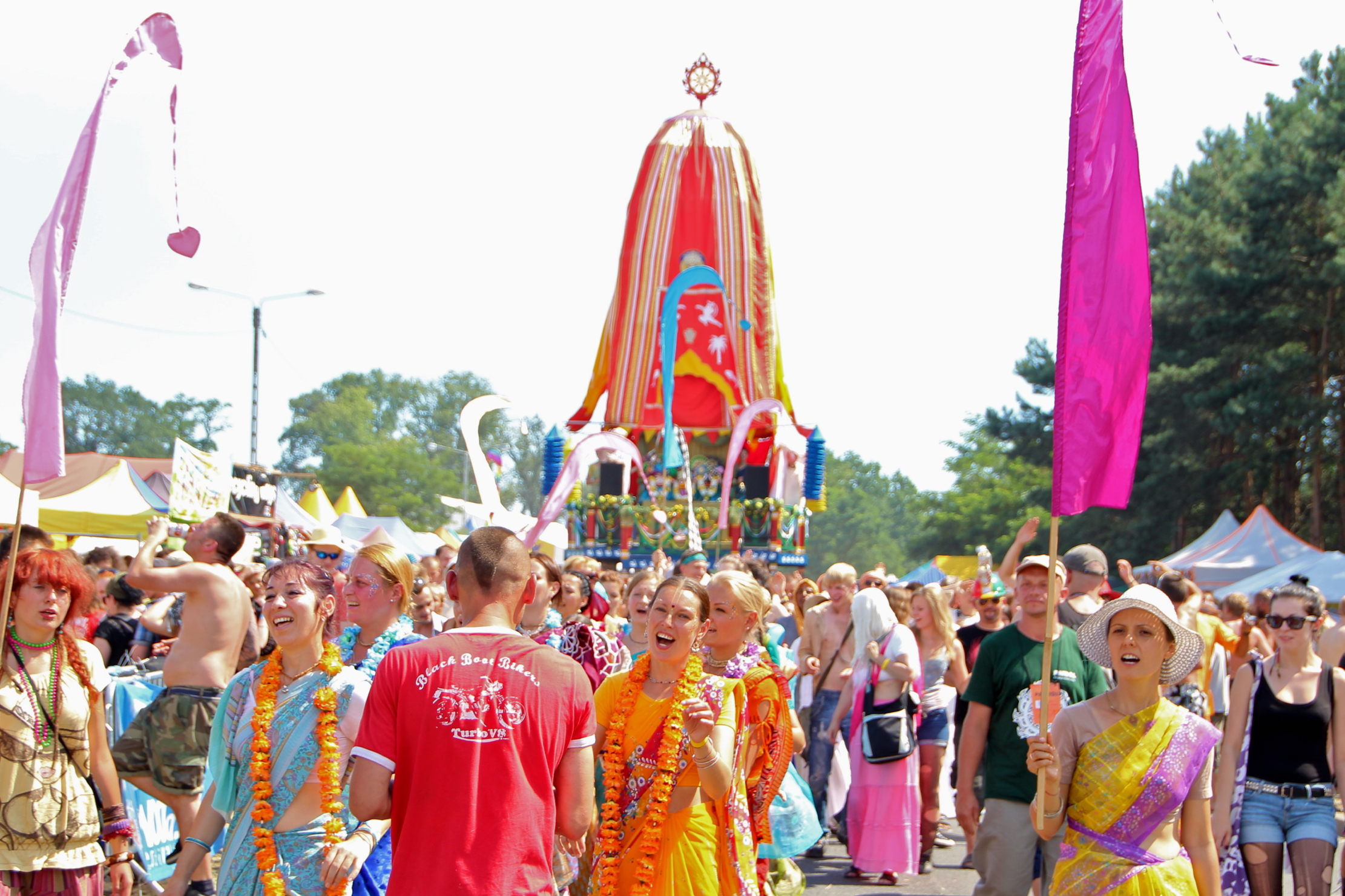
Bindis i altres senyals d'afiliació religiosa són usats pels hindús conversos com els Hare Krixna

Els bindis de vegades es porten exclusivament amb finalitats ornamentals sense cap afiliació religiosa o cultural. Els bindis decoratius van ser introduïts a altres parts del món per immigrants del subcontinent indi. Celebritats internacionals com Gwen Stefani, Julia Roberts, Madonna, Selena Gomez, Ellie Goulding, Adore Delano i d'altres s'han vist amb bindis, tot i que la conveniència d'aquests usos ha estat discutida.